# Кофеинизм
Кофеини́зм, или кофеинофа́гия, — форма токсикомании, синдром психической и физической зависимости от кофеина (в том числе кофеиносодержащих чая и кофе). Выделяется также отдельная разновидность кофеинизма — теи́зм (от лат. thea «чай»), характеризующаяся психической и физической зависимостью от чая. Абстинентный синдром проявляется широким спектром неприятных физических и психических состояний, включая нервозность, раздражительность, беспокойство, дрожь , подёргивание мышц (гиперрефлексия), бессонницу, головные боли , респираторный алкалоз, учащённое сердцебиение.
Поскольку кофеин увеличивает выработку кислоты желудком, теизм с течением времени может привести к язвенной болезни, эрозивному эзофагиту, гастроэзофагеальной рефлюксной болезни .
Кофеин может также увеличить токсичность некоторых других веществ (например, парацетамола).